# W szklanej matni
W szklanej matni – amerykański thriller z 1953 roku na podstawie powieści Maxa Ehrlicha.

## Główne role
- Edward G. Robinson – Henry Hayes
- John Forsythe – Don Newell
- Kathleen Hughes – Paula Rainer (Abbott)
- Marcia Henderson – Louise Newell
- Richard Denning – Dave Markson
- Hugh Sanders – Detektyw Porucznik Mike Stevens
- Jean Willes – Sonia, aktorka grająca Paulę
- Eve McVeagh – Viv
- Harry Tyler – Jake/Dźwiękowiec